# Włodzimierz Gutekunst
Włodzimierz Gutekunst (ur. 4 września 1914 w Płocku, zm. 10 sierpnia 1979 w Krośnie Odrzańskim) – polski karnista, profesor nauk prawnych.

## Życiorys
W Płocku ukończył szkołę podstawową i średnią. W 1935 roku wstąpił na Wydział Prawa Uniwersytetu Warszawskiego. Po przerwie wywołanej II wojną światową studia ukończył w 1946 roku w Krakowie na Uniwersytecie Jagiellońskim. W tym samym roku został przyjęty na aplikanturę w Sądzie Okręgowym we Wrocławiu.
Początki kariery naukowej Włodzimierza Gutekunsta sięgają okresu studiów uniwersyteckich w Krakowie. W 1945 roku został przyjęty przez prof. Władysława Woltera na jego seminarium wyższe. Po przeniesieniu się do Wrocławia w 1946 roku rozpoczął pracę w Zakładzie
Prawa i Postępowania Karnego Uniwersytetu Wrocławskiego kierowanym
przez prof. Witolda Świdę. W roku 1950 na podstawie rozprawy Kradzież w kodeksie karnym z 1932 roku otrzymał tytuł doktora prawa, w pięć lat później został powołany na stanowisko zastępcy profesora, następnie docenta (1957) i profesora nadzwyczajnego (1969), a w 1977 roku nadano mu tytuł profesora zwyczajnego nauk prawnych.

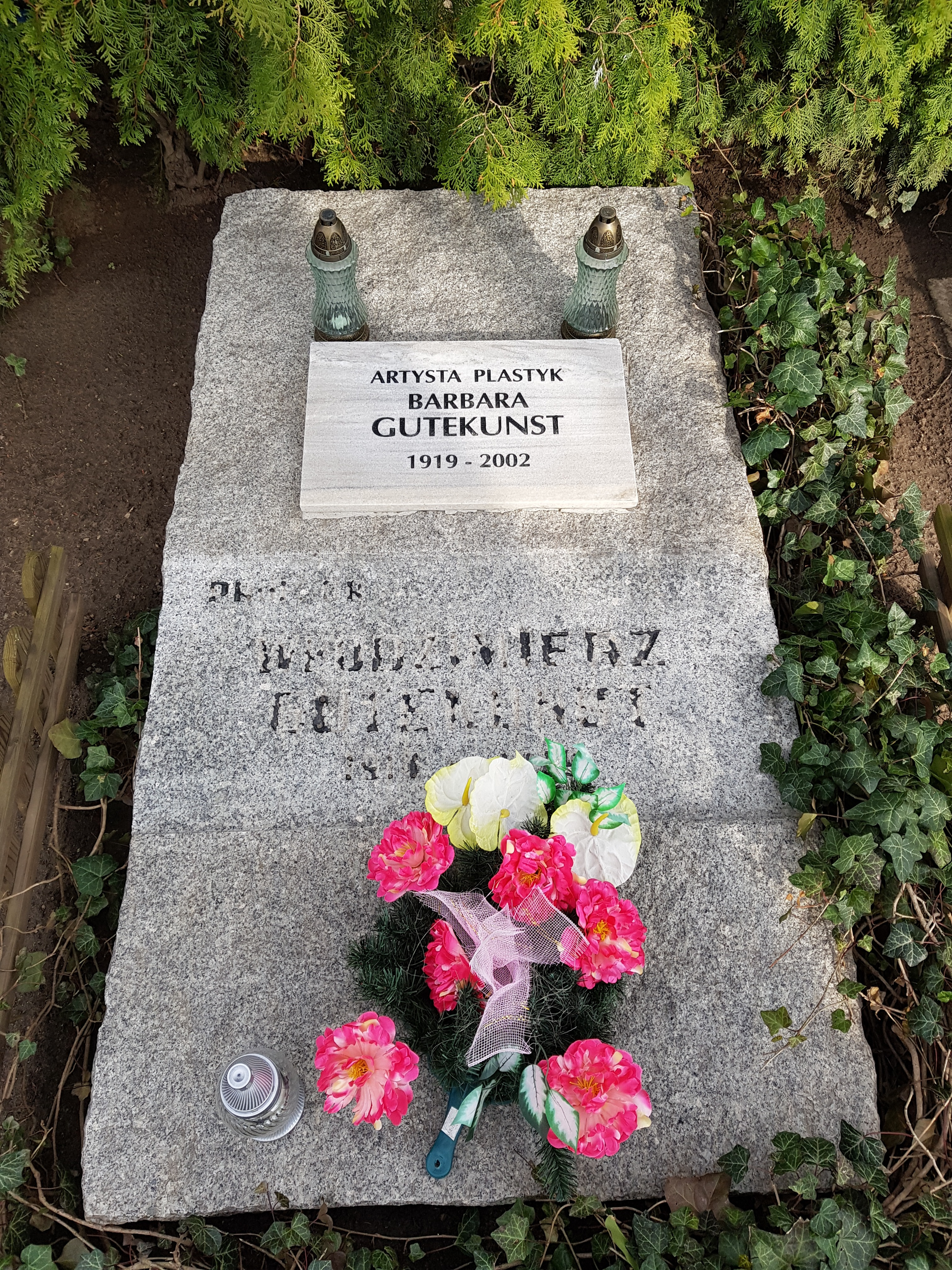
Grób Włodzimierza i Barbary Gutekunstów na Cmentarzu Osobowickim we Wrocławiu

Mąż malarki i scenografki Barbary Gutekunst (1919-2002). Oboje spoczywają na Cmentarzu Osobowickim we Wrocławiu.

## Zainteresowania naukowe i publikacje
Włodzimierz Gutekunst jest autorem ponad 100 prac z dziedziny prawa karnego materialnego, kryminologii i kryminalistyki. Jest uznawany za jednego z najwybitniejszych znawców problematyki przestępstw przeciwko własności. Zagadnieniom tym poświęcił monografie: Zagarnięcie mienia społecznego (1955) oraz Kradzież szczególnie zuchwała (1978), skrypt omawiający problematykę przestępstw gospodarczych (1967, nowa wersja – 1970), a także liczne artykuły i glosy. Publikacje te spotkały się z najwyższym uznaniem krytyki, a o tym, że są klasycznymi pozycjami z tego zakresu, świadczy częstotliwość odwoływania się do nich autorów podejmujących te kwestie. Wysoką pozycję Gutekunsta w nauce prawa karnego materialnego utrwaliły jego inne opracowania, był m.in. współautorem wielokrotnie wznawianego podręcznika Prawo karne. Część szczególna, autorem studium O sędziowskim wymiarze kary oraz rozprawy Problemy związku przyczynowego przy przestępczym wypadku przy pracy. Z problematyki recydywy w Polsce Ludowej.
Prace Włodzimierza Gutekunsta z dziedziny prawa karnego z reguły nie ograniczały się do egzegezy tekstu ustawy. Rozpatrywały one zagadnienia prawa karnego w konfrontacji z konkretną praktyką wymiaru sprawiedliwości, wywołując dyskusję o ogólnych problemach metodologicznych, w której dostrzegano konieczność stosowania w badaniach nie tylko tradycyjnej metody dogmatycznej. Drugą sferą zainteresowań naukowych była kryminalistyka. Był on autorem wielu publikacji z tej dziedziny wiedzy, m.in. W obronie daktyloskopii, O dowodach rzeczowych w naszej rzeczywistości, Tworzenie wersji zdarzenia w toku postępowania karnego, Programowanie przesłuchania, Taktyka przesłuchania nieletnich czy Początki kryminalistyki. Szczególną zasługą profesora stało się pionierskie opracowanie zarysu systemu owej nauki w doskonałym podręczniku uniwersyteckim zatytułowanym Kryminalistyka (wyd. pierwsze 1965, drugie 1974). Edycja poprzedzona była opublikowaniem makiety dzieła w formie skryptu. Podręcznik ten, oparty na bogatej kryminalistycznej literaturze polskiej i obcej, uwzględniający zdobycze także nauk medycznych, psychologii, psychiatrii, chemii, fizyki i procesu karnego. Trzecią dziedziną zainteresowań naukowych Włodzimierza Gutekunsta była kryminologia. Pośród licznych prac mających walor twórczych opracowań kryminologicznych na uwagę zasługuje zwłaszcza pozycja Główne kierunki rozwoju myśli kryminologicznej. Jest ona cennym opracowaniem, albowiem na tle rozwoju doktryny prawa karnego ukazuje kształtowanie się głównych nurtów myśli kryminologicznej.
Profesor Gutekunst związany był dydaktycznie z dyscyplinami, wokół których skupione były jego zainteresowania naukowe. Wykładał prawo karne, kryminalistykę i kryminologię na Uniwersytecie Wrocławskim, a także – na zasadzie zajęć zleconych – kryminalistykę na Uniwersytecie Marii Curie-Skłodowskiej w Lublinie. W ramach zaś wymiany naukowej miał wykłady na uniwersytetach w Sarajewie, Lublanie, Pradze, Bratysławie i Brnie.
Wielkim uznaniem cieszyły się jego seminaria magisterskie i doktoranckie. Był promotorem siedmiu przewodów, recenzentem 25 rozpraw doktorskich, wychował około 300 magistrantów i 40 dyplomantów Zawodowego Studium Administracyjnego. Oceniał dorobek naukowy i rozprawy habilitacyjne czterech osób, wydał opinie w sześciu przewodach o nadanie tytułu profesora nadzwyczajnego oraz w jednym przewodzie zmierzającym do nadania tytułu profesora zwyczajnego. Włodzimierz Gutekunst był na Uniwersytecie Wrocławskim organizatorem i kierownikiem Zakładu Kryminalistyki, Zakładu Kryminologii oraz dyrektorem Instytutu Kryminologicznego (1969–1975). Pełnił obowiązki prodziekana
Wydziału Prawa (1959–1962), pracował w kilku senackich komisjach.
Aktywnie działał w zespołach redakcyjnych „Problemów Kryminalistyki”, „Przeglądu Prawa i Administracji”, a także czasopisma „Patologia Społeczna – Zapobieganie”. Pełnił funkcję członka Rady Naukowej Instytutu Ekspertyz Sądowych im. J. Sehna w Krakowie i Instytutu Problematyki Przestępczości w Warszawie. Brał również czynny udział w pracach Wrocławskiego Towarzystwa Naukowego, Zrzeszenia Prawników Polskich, Towarzystwa Wolnej Wszechnicy Polskiej, Towarzystwa Kryminalistycznego, Międzynarodowego Stowarzyszenia Prawa Karnego. Dowodem wysokiej pozycji naukowej profesora było zapraszanie go do wygłaszania referatów na różnych krajowych i zagranicznych kongresach poświęconych wybranym zagadnieniom z dziedziny kryminalistyki, kryminologii czy medycyny sądowej. Jako dyrektor Instytutu Kryminologicznego podjął inicjatywę organizowania sympozjów kryminologicznych. Sympozja te – przy udziale teoretyków i praktyków z kraju oraz z zagranicy – poświęcone były ważkim problemom m.in. przestępstw seksualnych, recydywy, przestępstw rozboju oraz postępu technicznego w zwalczaniu przestępczości.